# Bourton and Draycote
Bourton and Draycote est une paroisse civile du Warwickshire, en Angleterre.